# Amorite
Amorite (/ˈæməˌraɪts/; Tiếng Sumer 𒈥𒌅 MAR.TU; Tiếng Akkad Amurrūm or Tidnum; Tiếng Ai Cập Amar; tiếng Hebrew: אמורי, אמורי ʼĔmōrī; tiếng Hy Lạp cổ: Ἀμορραῖοι) là những người nói ngữ tộc Semit đến từ Syria mà cũng chiếm phần lớn miền nam Lưỡng Hà từ thế kỷ 21 TCN đến cuối thế kỷ 17 TCN, nơi họ thành lập một số thành bang có danh tiếng tại vị trí hiện có, đáng chú ý là Babylon, mà được phát triển từ một thị trấn nhỏ đến một quốc gia độc lập và cuối cùng là một thành phố lớn. Thuật ngữ Amurru trong các văn bản tiếng Akkadian và Sumerian đề cập đến cả họ và vị thần chính của họ.

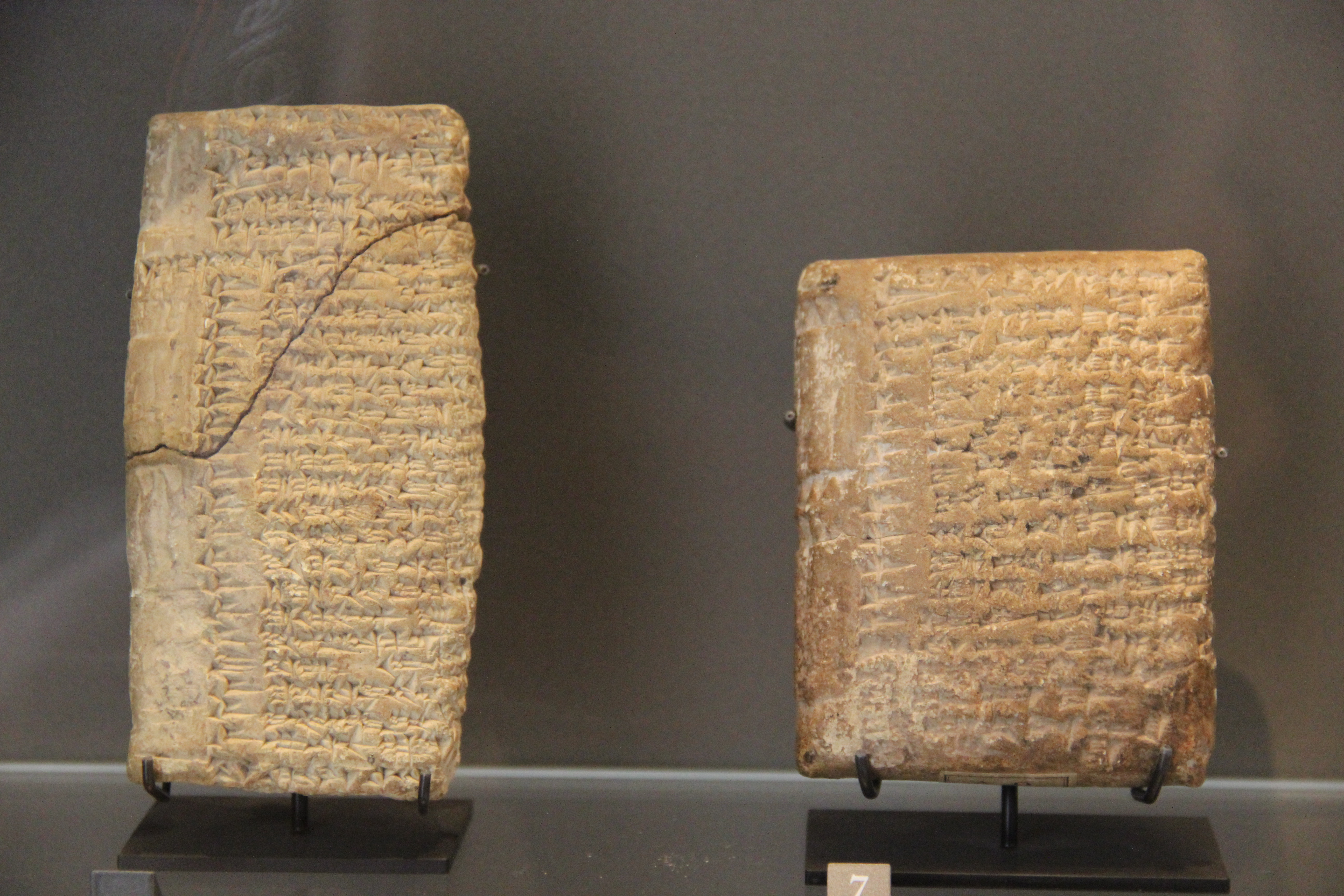
Các viên đất sét với chữ nêm từ Vương quốc Amorite Mari, nửa đầu thiên niên kỷ thứ 2 trước Công nguyên.

Người Amorite cũng được nhắc đến trong Kinh thánh là cư dân Canaan cả trước và sau khi chinh phục vùng đất dưới thời Joshua.